# Simon Cellarius
Simon Cellarius né Hauskeller (probablement avant 1500; † 1544 à Kohren, électorat de Saxe) est un cantor luthérien allemand et un pasteur.
Cellarius était en 1521-22 cantor de l'église Sainte-Marie de Zwickau. Plus tard il était pasteur. Il a composé de la musique religieuse protestante.
Son fils adoptif était le théologien et réformateur Martin Borrhaus (en) (1499–1564).

## Source de la traduction
- (de) Cet article est partiellement ou en totalité issu de l’article de Wikipédia en allemand intitulé « Simon Cellarius » (voir la liste des auteurs).